# Бредов, Райнхард
Райнхард Бредов (нем. Reinhard Bredow, иногда встречается написание Бредлов нем. Bredlow, 6 апреля 1947, Ильзенбург, Германия) — немецкий саночник, выступавший за сборную команду ГДР в конце 1960-х — начале 1970-х годов, олимпийский чемпион, чемпион мира и Европы. 
Санным спортом стал заниматься по наставлению своего дяди Вернера Эльснера. На международном уровне дебютировал в 1966 году, когда в составе сборной поучаствовал в состязаниях юношеского чемпионата мира. Практически на протяжении всей карьеры выступал в паре с Хорстом Хёрнляйном — именно с ним выиграл большинство своих призов.
Принимал участие в двух зимних Олимпийских играх, в 1968 году на соревнованиях в Гренобле в состязаниях смешанных парных саней занял пятое место. Спустя четыре года на Олимпиаде в Саппоро удостоился золота, финишировав первым из всех мужских двоек.
Кроме того, Бредов имеет в послужном списке четыре медали мирового первенства: одну золотую (1973), одну серебряную (1969) и две бронзовые (1970, 1971).
На чемпионате мира 1966 года был дисквалифицирован польским администратором Лужаном Свидерски за то, что вместе со своим партнером производил нерегламентированный правилами разогрев саней. Дважды удостаивался звания чемпиона Европы в программе мужских парных саней (1970, 1972).